# Badis ferrarisi
Badis ferrarisi (бадіс Ферраріса) — тропічний вид прісноводних риб із М'янми. Належить до родини бадієвих (Badidae). Свою назву він отримав на честь американського іхтіолога Карла Ферраріса (англ. Carl J. Ferraris, Jr.), спеціаліста із сомоподібних риб.

## Поширення
Бадіс Ферраріса водиться в басейні річки Чиндвін, на східних схилах гір Чин (англ. Chin Hills). Це захід М'янми, штат Чин.
Зустрічається в неглибоких річках з повільною течією і піщаним або кам'янистим ґрунтом та щільною рослинністю біля берегів. Температура води, враховуючи сезонні коливання, становить 15-25 °C, показник pH близький до нейтрального.
Харчується комахами та планктоном.
Разом із Badis ferrarisi тут живуть такі види риб: Esomus altus, Puntius meingangbii, Puntius sophore, Puntius chola, Rasbora ornata, Acanthocobitis botia, Acanthocobitis rubidipinnis, Lepidocephalichthys berdmorei, а ще невизначені представники родів Danio та Garra.

## Опис
Максимальна стандартна (без хвостового плавця) довжина риб у природі становить 3,5 см, в акваріумних умовах вони бувають більшими.
Спинний плавець має 16-17 твердих і 8-9 м'яких променів, анальний 7-8 м'яких променів. Хвостовий плавець закруглений. Хребців: 26-28.
Характерний малюнок на тілі складається з 11 коротких темно-коричневих до чорного поперечних смуг чи витягнутих у вертикальному напрямку плям з невиразними межами. Цей ряд починається відразу за зябровими кришками і йде до хвостового плавця. В корені хвостового плавця розташована виразна темна пляма, що об'єднується з вигнутою поперечною смугою. Ще одна чітка темна пляма розташована над грудними плавцями.
Самки менші, помітно коротші й округліші за самців, мають не таке виразне забарвлення. У дорослих самців бувають більш розвинені плавці.
Недавні дослідження показали, що в межах роду Badis існує декілька груп, кожна з яких містить види, найбільш тісно пов'язані між собою. Група B. badis є найбільшою з них, її представники відрізняються наявністю темної плями над грудними плавцями, вона об'єднує такі види: B. badis, B. chittagongis, B. dibruensis, B. ferrarisi, B. kanabos і B. tuivaiei.
B. ferrarisi важко сплутати з найближчими родичами завдяки чудовому малюнку на тілі з коротких темних смуг.

## Утримання в акваріумі
Як і більшість представників родини бадієвих, бадіс Ферраріса погано задокументований і ще не знайшов помітної популярності серед акваріумістів. Але це, мабуть, найбільш привабливий представник роду, тому є сподівання, що він ще набере популярності.
Вид часом з'являється у продажу. 2007 року він був уперше розведений в умовах акваріума голландським акваріумістом Стефаном ван дер Вортом (нід. Stefan van der Voort).
Найкраще тримати Badis ferrarisi у видовому акваріумі. Для пари риб або групи з одного самця і декількох самок потрібен акваріум довжиною від 60 см. Самці бадісів поводять себе територіально й у стосунках між собою бувають дуже агресивними, особливо в невеликих акваріумах. У просторому помешканні може співіснувати більша група риб, за умови, що кожен самець матиме можливість влаштувати власну територію.
Облаштовуючи акваріум, слід передбачити багато схованок і укриттів, в тому числі печери, які стають центром території самця й виконуватимуть роль потенційного нерестовища. Для цього зазвичай використовують шкаралупу кокосового горіха або горщики для квітів. Акваріум декорують корчами, гілками, камінням. Вибір рослин суттєвого значення не має. Рослини, що плавають на поверхні води, створюватимуть рибам необхідну тінь.
У природі бадіси звикли до сезонних коливань температури, тому в акваріумних умовах можна обійтись без підігріву води взимку. Рекомендується температура води в межах 20-25 °C, показник рН6,0-7,5, твердість 7-11 °dGH. Верхній діапазон зазначених температур стимулює риб до нересту.
Бадіси харчуються дрібними водними ракоподібними, черв'яками, личинками комах та іншими зоопланктоном. В акваріумі часто відмовляються від сухих кормів, особливо риби, виловлені в природі.

## Розведення
Представники роду Badis нерестяться в печерах, утворюючи тимчасові пари. Розведення їх не буває занадто складним.
В період нересту самець стає агресивнішими, його забарвлення посилюється. Він починає загравати до самок, які запливають на його територію. Самець в буквальному сенсі намагається затягнути партнерку до себе в печеру. Коли самка буде готова, вона йде за ним, і відбувається нерест. Зазвичай відкладається від 30 до 100 ікринок.
По закінченню відкладання ікри самець проганяє самку і приймає на себе турботу за потомством. Він захищає територію від вторгнень непроханих гостей і обмахує кладку своїми плавцями. Інших риб в цей час краще прибрати з нерестовища, але це не є обов'язковим.
Інкубаційний період зазвичай триває 2-3 дні, після чого з ікри виводяться личинки, ще за 6-8 днів вони перетворюються на мальків і ті починають вільно плавати. Відтепер дорослі риби сприйматимуть своє потомство як їжу, тому краще відсадити їх в окремий акваріум.
Перші кілька днів мальки майже не рухаються, тому ідеальним стартовим кормом для них будуть нематоди. Коли вони підростуть і розпливуться по акваріуму, до раціону можна буде додати наупліуси артемії.